# Campanula sabatia
Campanula sabatia är en klockväxtart som beskrevs av De Not. Campanula sabatia ingår i släktet blåklockor, och familjen klockväxter. IUCN kategoriserar arten globalt som sårbar. Inga underarter finns listade i Catalogue of Life.